# Prvić Šepurine
Prvić Šepurine je manjše slikovito naselje in pristanišče na zahodni obali otoka Prvić (Hrvaška), ki upravno spada pod mesto Vodice Šibeniško-kninske županije.

## Geografija
Tako naselje kot manjša luka sta izpostavljena južnim in severozahodnim vetrovom. V luki, zavarovani z valobranom, stoji manjši pomol na koncu katerega je svetilnik. Privez plovil je mogoč na obeh straneh pomola za plovila ki imajo ugrez manjši od treh metrov.
Iz pomorske karte je razvidno, da svetilnik oddaja svetlobni signal: Z Bl 3s.

## Demografija
| Pregled števila prebivalcev po letih | Pregled števila prebivalcev po letih | Pregled števila prebivalcev po letih | Pregled števila prebivalcev po letih | Pregled števila prebivalcev po letih | Pregled števila prebivalcev po letih | Pregled števila prebivalcev po letih | Pregled števila prebivalcev po letih | Pregled števila prebivalcev po letih | Pregled števila prebivalcev po letih | Pregled števila prebivalcev po letih | Pregled števila prebivalcev po letih | Pregled števila prebivalcev po letih | Pregled števila prebivalcev po letih | Pregled števila prebivalcev po letih |
| ------------------------------------ | ------------------------------------ | ------------------------------------ | ------------------------------------ | ------------------------------------ | ------------------------------------ | ------------------------------------ | ------------------------------------ | ------------------------------------ | ------------------------------------ | ------------------------------------ | ------------------------------------ | ------------------------------------ | ------------------------------------ | ------------------------------------ |
| 1857                                 | 1869                                 | 1880                                 | 1890                                 | 1900                                 | 1910                                 | 1921                                 | 1931                                 | 1948                                 | 1953                                 | 1961                                 | 1971                                 | 1981                                 | 1991                                 | 2001                                 |
| 971                                  | 0                                    | 1301                                 | 1364                                 | 1576                                 | 1699                                 | 1750                                 | 1413                                 | 1242                                 | 1176                                 | 955                                  | 623                                  | 397                                  | 315                                  | 262                                  |

## Gospodarstvo
Glavna gospodarska dejavnost je turizem. V preteklosti pa so se prebivalci ukvarjali predvse
s poljedelstvom in živinorejo. Ker na otoku ni zadosti primernih obdelovalnih površin so polja obelovali na celini, ovce pa pasli na sosednjih otokih Tijat in Zmajan.

## Zgodovina
Naselje je nastalo v 16. stoletju. Ustanovili so ga prebivalci Srime, sosednjega naselja na kopnem. V naselju stoji cerkev sv. Jelene postavljene 1620. Cerkev ima dva bogato okrašena baročna lesena oltara.
V nekdanjem dvorcu šibeniške družine Draganić - Vrančić hranijo sliko Bogorodica s djetetom, delo Tizianove slikarske šole, ter portret polihistorja Fausta Vrančića (1551 - 1617) iz leta 1605.